# Johannes Stephanus Bax
Johannes Stephanus Bax (Utrecht, 14 maart 1902 - Amsterdam, 3 april 1967) was een Nederlandse marineofficier.
Bax volgde zijn opleiding aan het Koninklijk Instituut voor de Marine in Willemsoord en werd op 16 augustus 1924 beëdigd als marineofficier. 
Hij specialiseerde zich op het gebied van de artillerie en was in het begin van de jaren dertig officier der artillerie op enkele torpedobootjagers van de Admiralenklasse. In 1934 en 1935 was hij vervolgens artillerieofficier bij de staf van het Nederlands eskader in Oost-Indië. Op 29 januari 1935 werd hij bevorderd tot luitenant ter zee 1e klasse en was hij commandant van de torpedojagers Hr.Ms.  Van Nes, Hr.Ms. Piet Hein, Hr.Ms. Van Ghent en de Hr.Ms. Evertsen. 
In december 1941 werd hij geplaatst bij de Staf van Pieter Koenraad, de Commandant der Marine te Soerabaja. Op 3 maart 1942 ontsnapte Bax met zijn gezin per vliegboot naar Broome (Australië).
Van 11 januari 1943 tot 2 mei 1944 was hij commandant van de Hr.Ms. Flores, die samen met haar zusterschip de Hr.Ms. Soemba, in de Middellandse Zee actief was. De Flores en de Soemba gaven vuursteun bij de landing op Sicilië en bij diverse operaties in Zuid- en Midden-Italië. Bax werd hiervoor onderscheiden met de Bronzen Leeuw. 
Op 1 februari 1945 werd Bax bevorderd tot kapitein-luitenant ter zee. Van 1 juni 1945 tot 1 augustus 1947 was hij Dutch Naval Liaison Officer bij de Britse Admiraliteit in Bath. Op 31 oktober 1950 werd hij commandant Maritieme Middelen te Amsterdam. Op 1 maart 1953 ging hij met pensioen. 

## Onderscheidingen
- Officier in de Orde van Oranje-Nassau (OON)
- Officer in the Order of the British Empire (OBE)
- Oorlogsherinneringskruis (OHK)
- Bronzen Leeuw (BL)
- Mentioned in Dispatches (MiD)
- Ereteken voor Orde en Vrede  (OV)
- Onderscheidingsteken voor Langdurige, Eerlijke en Trouwe Dienst (XXV)
- Vaardigheidsmedaille van het NOC (NOC)
- IM 1948
- ZS.3